# Len Duns
Leonard Duns (Newcastle, 28 de setembro de 1916 — Northumberland, 29 de abril de 1989) foi um futebolista inglês que atuava como ponta-direita. Atuou toda sua carreira pelo Sunderland.[carece de fontes?]

## Carreira
Duns estreou no Sunderland no dia 2 de novembro de 1935, num empate por 2 a 2 contra o Portsmouth. Nos cinco primeiros jogos da FA Cup de 1937, Duns marcou pelo menos uma vez em cada e aos 21 anos, venceu a FA Cup com uma vitória na final de 3 a 1. No total de sua carreira e no Sunderland, ele fez 244 aparições e marcou 54 gols.

## Títulos
- Copa da Inglaterra (1): 1936–37